# Baiwang, Shaanxi
Baiwang (kinesiska: 白王, 白王镇) är en köping i Kina. Den ligger i provinsen Shaanxi, i den nordvästra delen av landet, omkring 51 kilometer nordväst om provinshuvudstaden Xi'an. Antalet invånare är 19 167. Befolkningen består av 9 413 kvinnor och 9 754 män. Barn under 15 år utgör 13,0 %, vuxna 15-64 år 76 %, och äldre över 65 år 9,0 %.
Runt Baiwang är det tätbefolkat, med 459 invånare per kvadratkilometer. Närmaste större samhälle är Yunyang, 15,1 km öster om Baiwang. Trakten runt Baiwang består till största delen av jordbruksmark.
Genomsnittlig årsnederbörd är 619 millimeter. Den regnigaste månaden är september, med i genomsnitt 142 mm nederbörd, och den torraste är december, med 1 mm nederbörd.